# Bogdan Tudor
Bogdan Tudor (ur. 1 lutego 1970 w Bukareszcie) – rumuński lekkoatleta, specjalizujący się w skoku w dal. Dwukrotny uczestnik letnich igrzysk olimpijskich (Barcelona 1992, Atlanta 1996).

## Sukcesy sportowe
- Sheffield 1991 – letnia uniwersjada –  brązowy medal w skoku w dal
- Paryż 1994 – halowe mistrzostwa Europy –  brązowy medal w skoku w dal
- Rzym 1995 – światowe wojskowe igrzyska sportowe –  złoty medal w skoku w dal
- 9-krotny mistrz Rumunii[1]:
  - w skoku w dal – 1988, 1989, 1990, 1992, 1994, 1995, 2000, 2002, 2006 (9x)

## Rekordy życiowe
- na stadionie
  - skok w dal – 8,37 (Bad Cannstatt 1995) – rekord Rumunii
- w hali
  - skok w dal – 8,25 (Bukareszt 1999)